# Энергетика Чувашии
Энергетика Чувашии — сектор экономики региона, обеспечивающий производство, транспортировку и сбыт электрической и тепловой энергии. По состоянию на начало 2020 года, на территории Чувашии эксплуатировались три электростанции общей мощностью 2181 МВт, в том числе одна гидроэлектростанция и две тепловые электростанции. В 2019 году они произвели 4129,9 млн кВт·ч электроэнергии.

## История
В дореволюционное время электростанции общего пользования на территории современной Чувашии отсутствовали, имелись лишь небольшие станции, обеспечивающие энергоснабжение отдельных промышленных потребителей. В 1918 году было организовано энергоснабжение Чебоксар на базе конфискованной у купца Ефремова электростанции, ранее снабжавшей электроэнергией лесопильный завод. Но её мощностей хватало лишь на освещение некоторых улиц и учреждений. В 1920 году в Чебоксарах насчитывалось всего около 100 электрических лампочек.
7 сентября 1921 года в Чебоксарах была построена первая коммунальная электростанция, её мощность первоначально составляла всего 33 л. с. Долгое время развитие энергетики региона строилось по пути создания небольших электростанций при конкретных заводах, колхозах, населённых пунктах. В 1936 году была построена относительно мощная электростанция в Алатыре, в 1937 году — в Ядрине. После начала Великой Отечественной войны и эвакуации в Чебоксары ряда предприятий была увеличена мощность обеих электростанций в Чебоксарах (коммунальной и дизельной), в 1944 году пущена тепловая электростанция в Заволжье. Тем не менее, общая мощность энергетики Чувашии оставалась небольшой — по состоянию на 1948 год, в регионе эксплуатировались электростанции общей мощностью всего 22 МВт.
Во второй половине 1940-х — начале 1950-х годов активно развивается электрификация сельских районов за счёт строительства небольших тепловых электростанций и малых ГЭС. Если в 1945 году в регионе было электрифицировано всего 7 колхозов и 8 МТС, то в 1955 году — уже 178 колхозов и 29 МТС. Только в одном 1951 году в Чувашии были построены 32 небольшие тепловые электростанции и 8 малых ГЭС.
Большая энергетика Чувашии началась со строительства Чебоксарской ТЭЦ-1. Ее возведение было начато в 1948 году, изначально станция создавалась как ведомственная, для энергоснабжения текстильного комбината. Её первый турбоагрегат был пущен в 16 августа 1954 года. Первая очередь станции имела мощность 24 МВт, в дальнейшем станция расширялась. Как электростанция Чебоксарская ТЭЦ-1 эксплуатировалась до 2011 года, как котельная — до 2013 года. 4 сентября 1957 года было создано районное энергетическое управление «Чувашэнерго», в состав которого вошли Чебоксарская ТЭЦ-1, Заволжская и Алатырская ТЭС, а также присоединённые к ним электрические сети.
С конца 1961 года начался процесс объединения разрозненных электрических сетей региона в единую сеть. С вводом в эксплуатацию в 1963 году линии электропередачи Заинская ГРЭС — Казань — Чебоксары Чувашия была подключена к единой энергосистеме страны. С развитием централизованного энергоснабжения начался процесс вывода из эксплуатации и демонтажа мелких электростанций. Одновременно велось строительство новой тепловой электростанции — Новочебоксарской ТЭЦ-3, начатое в 1961 году. Новая станция предназначалась для энергоснабжения Новочебоксарского химического комбината и города Новочебоксарска. Первый турбоагрегат Новочебоксарской ТЭЦ-3 был пущен 31 декабря 1965 года.
Работы по строительству Чебоксарской ТЭЦ-2 были начаты еще в 1957 году, но вскоре были заморожены в связи с необходимостью концентрации ресурсов на возведении Новочебоксарской ТЭЦ-3 и химического комбината. Возведение станции было возобновлено в 1973 году, а 31 марта 1979 года состоялся пуск первого турбоагрегата. Последний турбоагрегат станции был пущен в 1986 году.
С 1930-х годов велось проектирование Чебоксарской ГЭС, но окончательно решение о строительстве станции было принято только в 1967 году. В следующем году начались подготовительные работы по сооружению станции, в 1973 году начаты бетонные работы. Первый гидроагрегат Чебоксарской ГЭС был пущен 31 декабря 1981 года, последний — в 1986 году. В связи с отставанием строительства инженерных защит в зоне затопления Чебоксарского водохранилища оно не было заполнено до проектной отметки 68 м, в связи с чем фактическая располагаемая мощность станции и выработка электроэнергии значительно ниже проектных значений.

## Генерация электроэнергии
По состоянию на начало 2020 года, на территории Чувашии эксплуатировались 3 электростанции общей мощностью 2181 МВт. В их числе одна гидроэлектростанция — Чебоксарская ГЭС и две тепловые электростанции — Чебоксарская ТЭЦ-2 и Новочебоксарская ТЭЦ-3.

### Чебоксарская ГЭС
Расположена у г. Новочебоксарска, на реке Волге. Крупнейшая электростанция региона. Гидроагрегаты станции введены в эксплуатацию в 1980—1986 годах. Установленная мощность станции — 1370 МВт, располагаемая мощность — 820 МВт, фактическая выработка электроэнергии в 2019 году — 2109 млн кВт·ч. В здании ГЭС установлены 18 гидроагрегатов, из них 17 мощностью по 78 МВт, и один — 44 МВт. Располагаемая мощность станции значительно ниже установленной по причине не заполнения Чебоксарского водохранилища до проектной отметки 68 м. Является филиалом ПАО «РусГидро».

### Чебоксарская ТЭЦ-2
Расположена в г. Чебоксары, основной источник теплоснабжения города. Паротурбинная теплоэлектроцентраль, в качестве топлива использует природный газ. Турбоагрегаты станции введены в эксплуатацию в 1979—1986 годах. Установленная электрическая мощность станции — 460 МВт, тепловая мощность — 1329 Гкал/час. Оборудование станции включает в себя четыре турбоагрегата, один мощностью 80 МВт, один — 110 МВт и два — по 135 МВт. Также имеется пять котлоагрегатов и два водогрейных котла. Принадлежит ПАО «Т Плюс».

### Новочебоксарская ТЭЦ-3
Расположена в г. Новочебоксарске, основной источник теплоснабжения города. Паротурбинная теплоэлектроцентраль, в качестве топлива использует природный газ. Турбоагрегаты станции введены в эксплуатацию в 1965—2014 годах. Установленная электрическая мощность станции — 351 МВт, тепловая мощность — 769 Гкал/час. Оборудование станции включает в себя четыре турбоагрегата, один мощностью 50 МВт, один — 81 МВт и два по 110 МВт. Еще два турбоагрегата выведены из эксплуатации и находятся в длительной консервации. Также имеется пять котлоагрегатов в эксплуатации и ещё три в длительной консервации. Принадлежит ПАО «Т Плюс».

## Потребление электроэнергии
Потребление электроэнергии в Чувашии (с учётом потребления на собственные нужды электростанций и потерь в сетях) в 2019 году составило 5107,7 млн кВт·ч, максимум нагрузки — 851 МВт. Таким образом, Чувашия является энергодефицитным регионом по электроэнергии и энергоизбыточным по мощности. Функции гарантирующего поставщика электроэнергии выполняет АО «Чувашская энергосбытовая компания» (входит в группу РусГидро).

## Электросетевой комплекс
Энергосистема Чувашии входит в ЕЭС России, являясь частью Объединённой энергосистемы Средней Волги, находится в операционной зоне филиала АО «СО ЕЭС» — «Региональное диспетчерское управление энергосистем Нижегородской области, Республики Марий Эл и Чувашской Республики — Чувашии» (Нижегородское РДУ). Энергосистема региона связана с энергосистемами Марий Эл по одной ВЛ 500 кВ, двум ВЛ 220 кВ и трём ВЛ 110 кВ, Нижегородской области по одной ВЛ 500 кВ, двум ВЛ 110 кВ и одной ВЛ 35 кВ, Мордовии по одной ВЛ 110 кВ и Татарстана по двум ВЛ 220 кВ и четырём ВЛ 110 кВ.
Общая протяженность линий электропередачи напряжением 110—500 кВ составляет 2801,6 км, в том числе линий электропередач напряжением 500 кВ — 181,9 км, 220 кВ — 752,2 км, 110 кВ — 1867,5 км. Магистральные линии электропередачи напряжением 220—500 кВ эксплуатируются филиалом ПАО «ФСК ЕЭС» — «Межсистемные электрические сети Волги» и ОАО «Сетевая компания», распределительные сети напряжением 110 кВ — филиалом ПАО «МРСК Волги» — «Чувашэнерго».